# Borniola neozelanica
Borniola neozelanica är en musselart som beskrevs av Powell 1937. Borniola neozelanica ingår i släktet Borniola och familjen Lasaeidae. Inga underarter finns listade i Catalogue of Life.